# Ступник
Ступник (на хърватски: Stupnik) е община в Загребска жупания, Хърватия. Според преброяването от 2011 г. има 3735 жители, 95% от които са хървати.